# ذراع المعيشة (العدين)

تعديل مصدري - تعديل

ذراع المعيشة محلة تابعة لقرية القفر، التابعة لعزلة قداس بمديرية العدين إحدى مديريات محافظة إب في الجمهورية اليمنية، بلغ تعداد سكانها 157 حسب تعداد اليمن لعام 2004.